# Charles M. Dickinson

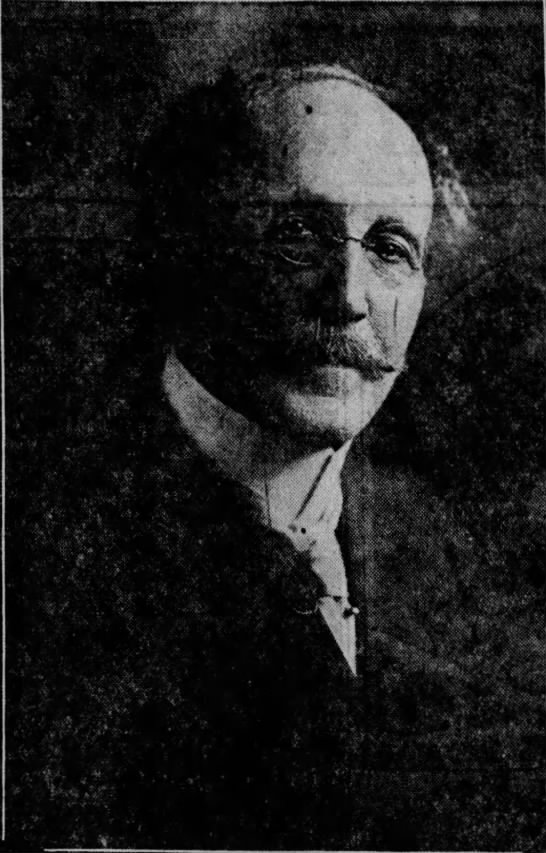
Charles M. Dickinson

Charles Monroe Dickinson (* 15. November 1842 in Lowville, New York; † 3. Juli 1924 in Binghamton, New York) war ein US-amerikanischer Rechtsanwalt, Zeitungsverleger, Dichter und Diplomat, der unter anderem von 1897 bis 1906 Generalkonsul in Konstantinopel sowie zugleich zwischen 1901 und 1903 erster Konsularagent der Vereinigten Staaten im Fürstentum Bulgarien war.

## Leben
Charles Monroe Dickinson, eines von sieben Kindern von Richard Dickinson (1815–1893) und Elizabeth „Bessie“ Rea Dickinson (1816–1891), war nach dem Besuch der Fairfield Academy und der Lowville Academy bis 1864 als Lehrer in Haverstraw am Hudson River tätig. 1864 zog er nach Binghamton, wo er in der Anwaltskanzlei des ehemaligen demokratischen Vizegouverneurs von New York und US-Senators für New York Daniel S. Dickinson ein Studium der Rechtswissenschaften aufnahm. Nach seiner anwaltlichen Zulassung war er bis 1878 als Rechtsanwalt in Binghamton und zuletzt in New York City tätig. 1878 wurde er Chefredakteur der Tageszeitung The Binghamton Republican, deren Eigentümer und Verleger er 1880 wurde. Als Herausgeber des Binghamton Republican half er dabei, mehrere kleine Nachrichtenorganisationen zu organisieren, aus denen 1892 Associated Press hervorging. Herr Dickinson schrieb auch Gedichte und 1889 wurde sein Gedichtband The Children and Other Verses veröffentlicht. Das Titelgedicht war eines, das in vielen Schultexten dieser Zeit Eingang fand. Bei der Präsidentschaftswahl in den Vereinigten Staaten 1896 war er für den Bundesstaat New York Mitglied des Electoral College, des Wahlmännerkollegiums, das alle vier Jahre den Präsidenten und den Vizepräsidenten wählt.
1897 wurde Dickinson zum Generalkonsul in Konstantinopel ernannt und bekleidete diese Position bis 1906. Nach der Aufnahme diplomatischer Beziehungen wurde er am 24. April 1901 zugleich zum ersten Konsularagenten der Vereinigten Staaten im Fürstentum Bulgarien mit Amtssitz in ernannt und durch den US-Senat in dieser Position am 10. Dezember 1901 bestätigt. Als Agent in Bulgarien wurde er von Präsident Theodore Roosevelt beauftragt, sich mit der ernsten Situation um Ellen Maria Stone zu befassen, eine in Bulgarien entführte und anschließend freigelassene amerikanische Missionarin. Da er seine Akkreditierung im Fürstentum Bulgarien nicht offiziell übergeben konnte, wurde die Ernennung als Konsularagent am 30. Juni 1903 zurückgenommen, woraufhin der Gesandte der Vereinigten Staaten im Königreich Griechenland John B. Jackson zugleich zum diplomatischen Agenten im Fürstentum Bulgarien ernannt wurde. Nach Beendigung seiner Tätigkeit als Generalkonsul in Konstantinopel kehrte er in die USA zurück und war im US-Außenminister Mitglied des Ausschusses zur Ausarbeitung von Vorschriften für den US-amerikanischen Konsulardienst (American Consular Service) im Range eines Sonder-Generalkonsuls (Consul-General at Large). Nach dem Tode seiner ersten Ehefrau schied er am 31. Juli 1907 aus dem diplomatischen Dienst. 1914 war er für die Progressive Party Delegierter beim Verfassungskonvent des Bundesstaates New York.
Charles Dickinson war zwei Mal verheiratet. Am 24. März 1867 heiratete er in erster Ehe die am 31. Juli 1907 verstorbene Bessie Virginia Hotchkiss, Tochter des republikanischen Mitglieds des US-Repräsentantenhauses für New York Giles W. Hotchkiss (1815–1878). Aus dieser Ehe ging der Sohn Giles Hotchkiss Dickinson (1870–1940) hervor. Am 2. Februar 1910 heiratete er in zweiter Ehe Alice Bond Minard. Dickinson war mit der Familie von Rudyard Kipling verschwägert. Als 1915 Rudyard Kiplings Sohn John Kipling während der Kämpfe auf der Gallipoli-Halbinsel verschwand, nutzte Dickinson nutzte seinen Einfluss und seine Kontakte im gesamten Nahen Osten, um bei der Suche zu helfen. John Kipling wurde jedoch nie gefunden und für tot gehalten. Nach seinem Tode wurde Charles M. Dickinson auf dem Spring Forest Cemetery in Binghamton beigesetzt.

## Veröffentlichung
- The Children and Other Verses, 1889